# Милин (Чехия)
Милин (чеш. Milín) — небольшое поселение в Чехии, расположенное в Среднечешском крае, в районе Пшибрам. Город находится примерно в 55 км к юго-западу от Праги. Милин известен своей богатой историей, сельской архитектурой и значением в заключительном этапе Второй мировой войны — именно в этом районе в мае 1945 года произошёл один из последних боёв между нацистскими войсками и армией США.

## Административное деление
Милин состоит из шести муниципальных частей (в скобках указана численность населения по данным переписи 2021 года):
- Милин (1,646)
- Бук (96)
- Каменна (63)
- Konětopy (219)
- Ртишовице (34)
- Стежов (63)

Каменна образует эксклав муниципальной территории.

## География
Милин расположен примерно в 6 км к юго-востоку от Пршибрама и в 55 км к юго-западу от Праги. Он расположен на Бенешовской возвышенности. Самая высокая точка — гора Левин высотой 612 метров над уровнем моря. Здесь берёт начало ручей Лишницкий ручей, питающий систему небольших рыбоводных прудов.

## История
Первое письменное упоминание о Милине относится к 1336 году.
Битва при Сливице, которая стала последним крупным сражением Второй мировой войны на территории Чехословакии, произошла на территории муниципалитета 11-12 мая 1945 года.

## Культурная жизнь
В Милине находятся важные объекты местной инфраструктуры: начальная школа, детский сад, почтовое отделение, магазины и медицинский пункт. Также в городе есть несколько церквей, памятников и культурный центр, где проводятся местные мероприятия. В окрестностях Милина — живописные ландшафты, популярные среди туристов и любителей загородного отдыха.
В Милине активная культурная жизнь: здесь регулярно проходят театральные вечера, музыкальные концерты и общинные праздники. Весной устраивается традиционный «Вынáшení Morany» — символическое проводы зимы с музыкальными и фольклорными элементами en.wikipedia.org. Ежегодно организуется «Ночь театра», участие в которой принимает местная школа и региональное театральное сообщество Для любителей путешествий и рассказов проходят «Путешественнические беседы», где приглашённые лекторы делятся впечатлениями о странах, таких как Пакистан и Непал Начиная с 2024 года, в июле устраивается фестиваль «MINIFEST Milín» — площадка для выступлений молодых местных групп под открытым. Действует библиотека, признанная «Библиотекой года» Чехии за высокую читаемость и активность, что свидетельствует о живом читательском сообществе в городе.